# Нандор Немет
Нандор Немет (угор. Nándor Németh, 19 листопада 1999) — угорський плавець.
Призер Чемпіонату світу з водних видів спорту 2017 року.
Чемпіон світу з плавання серед юніорів 2017 року.